# 李佐圣
李佐圣（？—？），辽东人，是一名清朝政治人物。
李佐圣曾于顺治年间接替莫尔浚任延平府知府一职，顺治年间由李夙抱接任。